# Léonce Verny

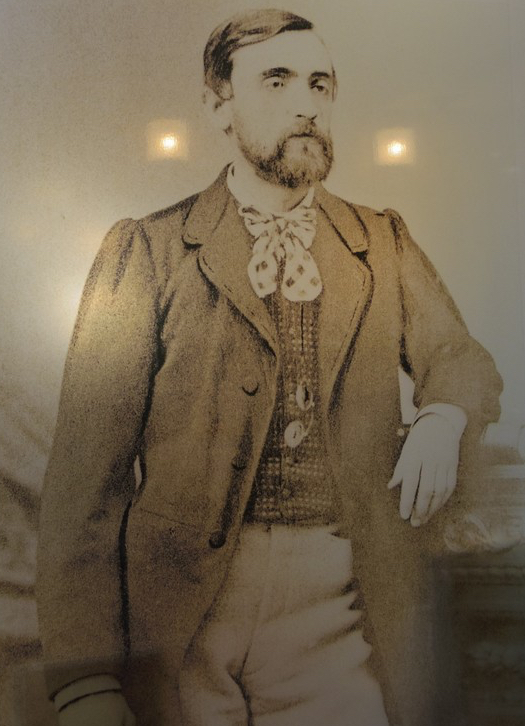
Léonce Verny

François Léonce Verny (geboren 2. Dezember 1837 in Aubenas (Département Ardèche); gestorben 1. Mai 1908 ebenda) war ein französischer Ingenieur, der unter anderem den Bau des Marinearsenals von Yokosuka leitete und eine Reihe von Leuchttürmen zur Sicherung der Schifffahrt baute.

## Leben und Werk
François Léonce Verny studierte in der Klasse von 1856 am Polytechnikum in Brest und wurde Schiffsingenieur. Er wurde von 1862 bis 1864 nach Ningbo und Shanghai in China geschickt, um den Bau von vier chinesischen Kanonenbooten und einer neuen Werft zu überwachen. In der Zeit war er auch als Vizekonsul von Frankreich in Ningbo tätig.
Verny kam auf Empfehlung des Generalkonsuls Léon Roches 1864 nach Japan. Er baute auf Wunsch des Shogunats das große Marinearsenal von Yokosuka, die erste moderne Werftanlage Japans. Er holte seinen Cousin ersten Grades, Émile de Montgolfier, als Sekretär nach Japan, der Hauptbuchhalter des Yokosuka-Arsenals wurde und der insbesondere dafür verantwortlich war, den Fortschritt der Arbeiten zu fotografieren. Verny leitete dieses Arsenal von 1866 bis 1875. Yokosuka wurde im Januar 1872 vom Kaiser Meiji eröffnet. 
Verny gründete auch eine Schule für Ingenieure und eine Schule für Schiffsbau und leitete dann ein umfangreiches Programm zum Bau von Leuchttürmen, von denen die wichtigsten die Leuchttürme Kannonzaki und Jogashima am Eingang der Bucht von Tokio errichtet wurden. Der Leuchtturm von Shinagawa ist als Wichtiges Kulturgut Japans klassifiziert.
Kurz nach seiner Rückkehr aus Japan übernahm Verny im Januar 1877 die Leitung der Minen Roche-la-Molière und Firminy und blieb dort bis September 1895. Er war von 1881 bis 1900 Mitglied der Handelskammer von Saint-Étienne und wurde mit der Ehrenlegion ausgezeichnet.
Verny ist in Japan unvergessen: Ein Park in Yokosuka trägt seinen Namen, seine Statue steht immer noch am Hafen der Stadt, die sein Andenken jedes Jahr am 2. November feiert. Der schottische Ingenieur Richard Henry Brunton (1841–1901) setzte seine Arbeiten fort.

## Bilder

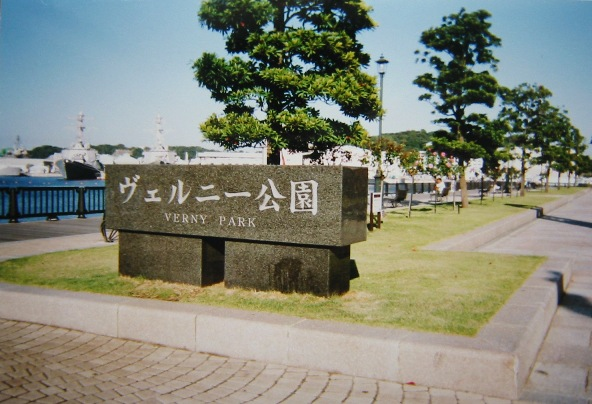
Verny-Park
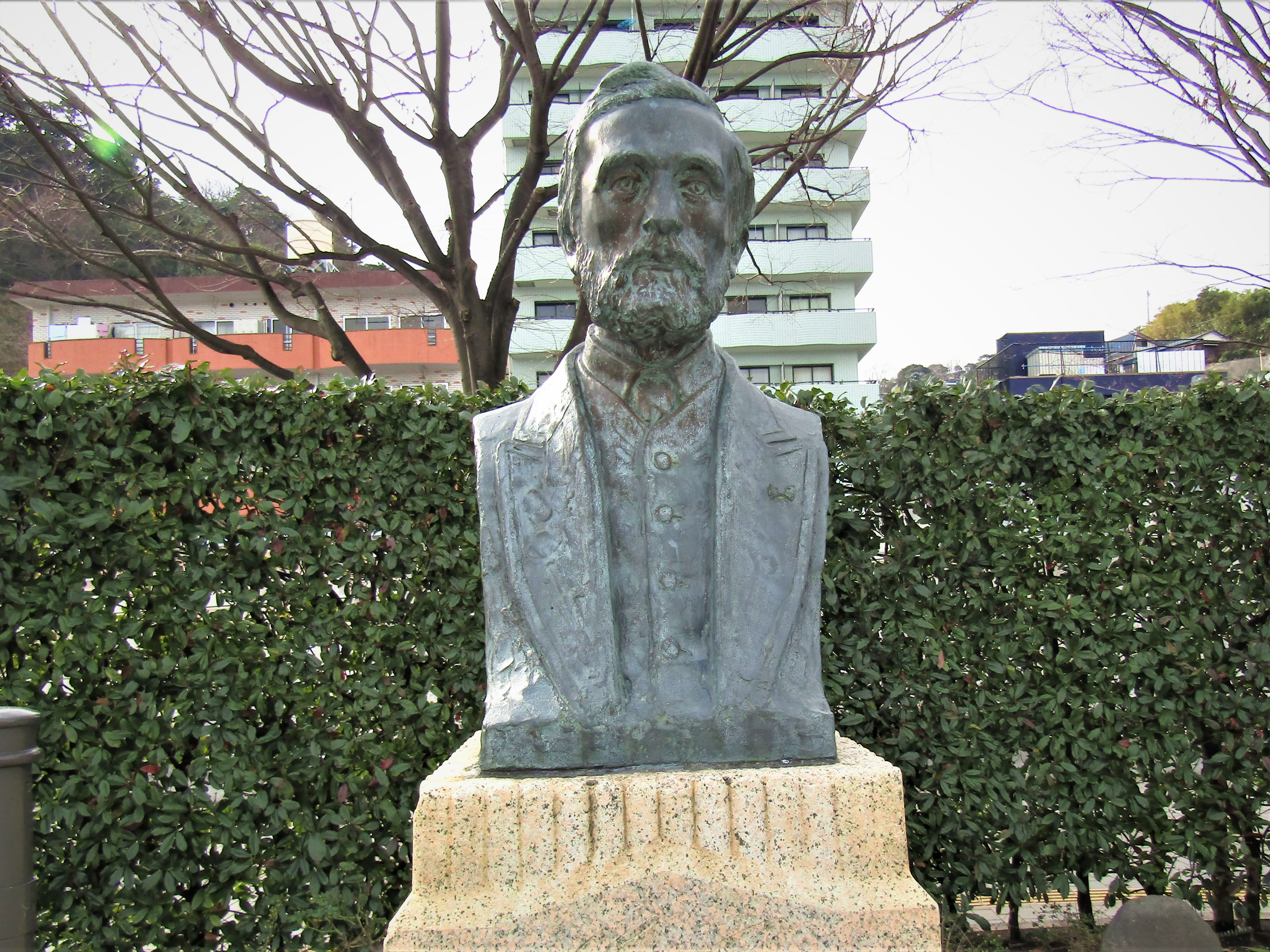
Büste Léonce Verny
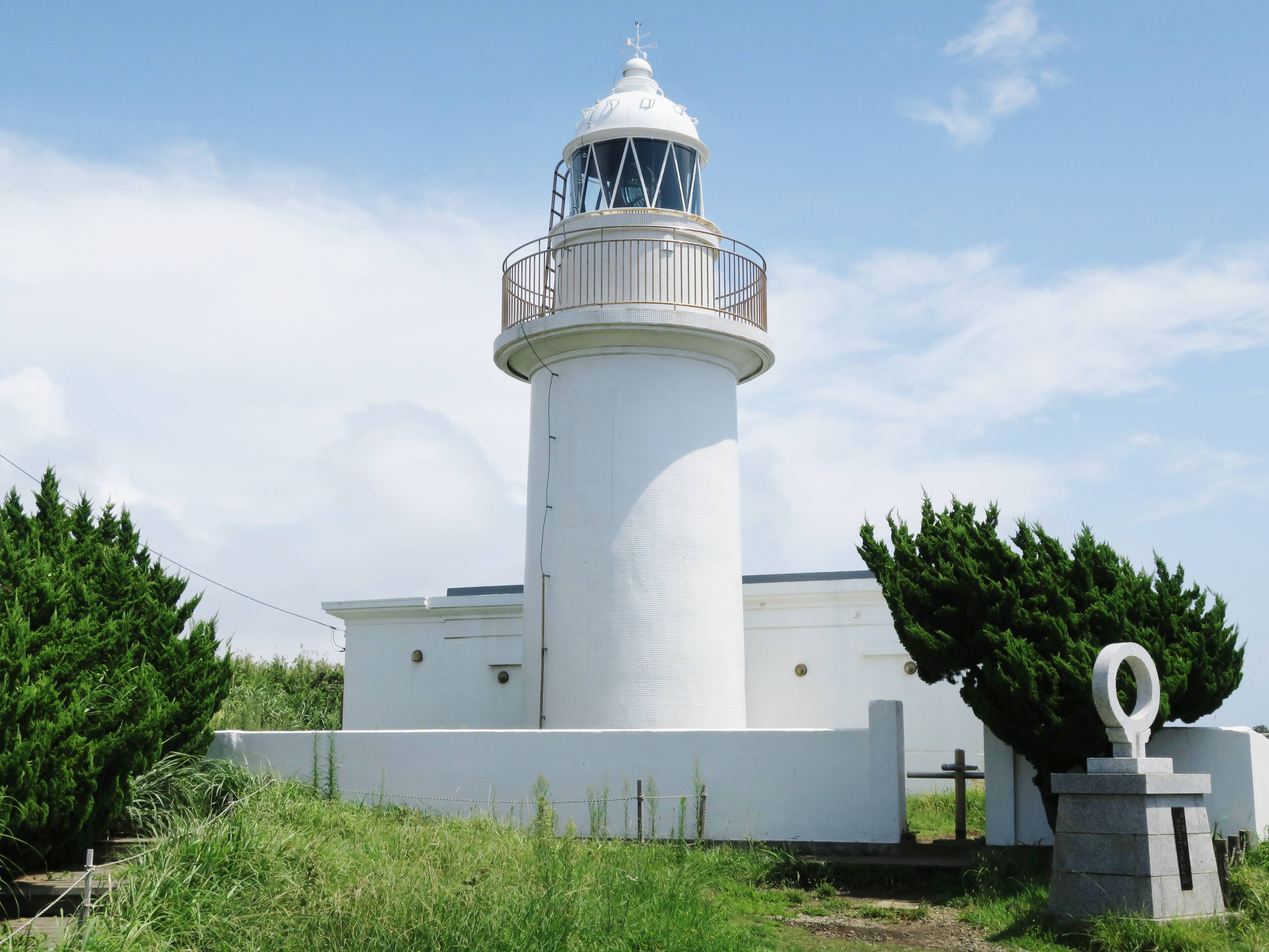
Jogashima-Leuchtturm
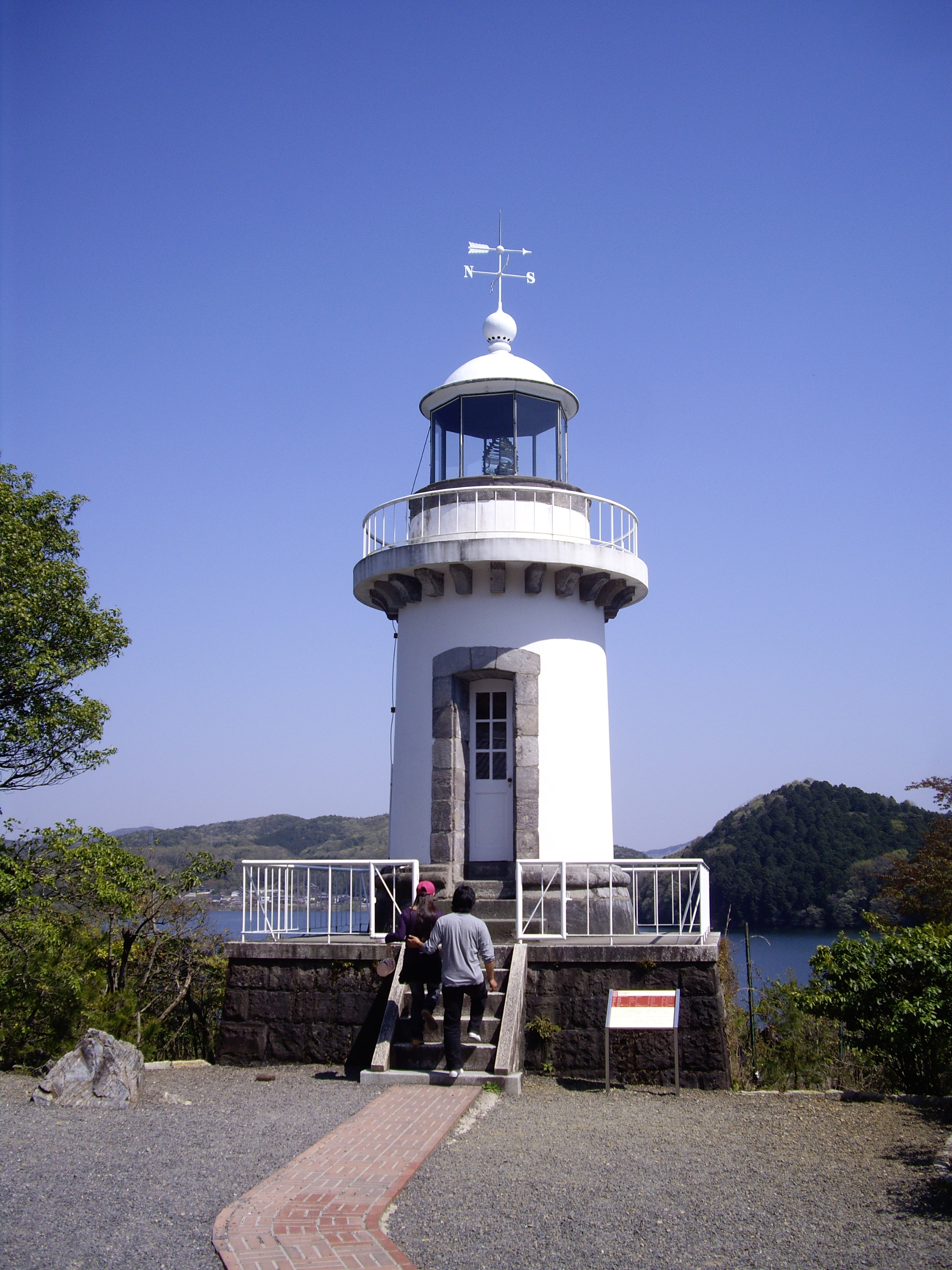
Shinagawa-Leuchtturm[A 1]
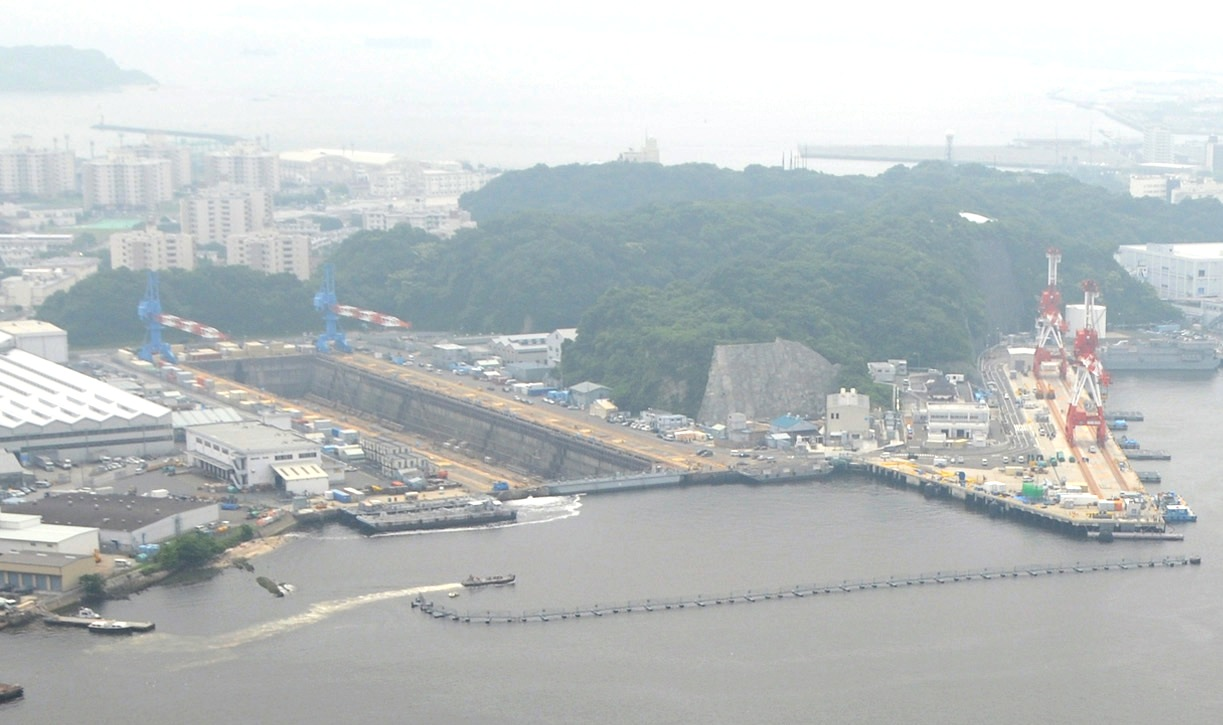
Verny Trockendock Yokosuka